# Водородный термометр
Водородный термометр — разновидность газового термометра, в которой в качестве наполнителя используется водород (газ, близкий к идеальному газу).

## Изобретение
Считается, что изобретателем водородного термометра в России является Дмитрий Иванович Менделеев: в 1890-е годы по его инициативе были приобретены ртутные термометры Тонелло и Бодена, а также водородный термометр французской фирмы Голац (1894). В том же 1894 году в Главной палате мер и весов было основано термометрическое отделение, а в 1898 году были завершены установка и изучение водородного термометра на базе французского. Разработанный водородный термометр дал возможностью проводить измерение температуры на международном уровне. Стоградусная шкала водородного термометра с двумя реперными точками 0 и 100 °С при нормальном атмосферном давлении была утверждена в 1887 году Международным комитетом мер и весов, а в 1889 году одобрена на Первой Генеральной конференции.

## Устройство
По сравнению с другими термометрами любой газовый термометр является громоздким и неудобным для использования. Он включает в себя термометрический объём (баллон) с водородом, устройством для заполнения и стабилизации объёма, а также ртутный манометр для измерения термометрического давления. Водородный манометр заполняется таким количеством газа, чтобы его давление при нулевой температуре составляло 1000 мм рт. ст. При измерениях температуры термометрический объём приводится в идеальный контакт с исследуемым телом и ждут установления равновесного состояния, когда давление водорода изменяется до определённого уровня.

## Вычисление температуры
Формула, основанная на законе Гей-Люссака, позволяет вычислить по разности изменения давления газа при нулевой температуре и в момент измерения. Эта формула имеет вид {\displaystyle P(t)=P(0)*(1+\alpha t)}, где {\displaystyle P(0)} — давление 1000 мм рт. ст. при нулевой температуре. В формуле присутствует коэффициент температурного изменения давления в изохорическом процессе {\displaystyle \alpha ={1 \over 273,16}}, если температура измеряется в градусах Цельсия. Отсюда температура в градусах, в которых водородный термометр изначально градуирован по реперным точкам плавления льда и кипения воды, определяется по формуле {\displaystyle t={1 \over \alpha }\left[{\frac {P(t)}{P(0)}}-1\right]}.
Также возможно вычисление температуры на базе начальной температуры водорода {\displaystyle T_{0}}, начального атмосферного давления водорода {\displaystyle p_{0}} и его конечного давления {\displaystyle p}. Формула в таком случае имеет вид {\displaystyle T={T_{0}*p \over p_{0}}}. Конечное давление водорода определяется как {\displaystyle p=p_{0}+h} — путём прибавления к начальному давлению {\displaystyle p_{0}} разности уровня ртути в коленах манометра {\displaystyle h}.

## Применение
Газовый водородный термометр считался наиболее точным для воспроизведения термодинамических температур (с погрешностью до тысячных долей градуса Цельсия). Водородный термометр используется редко для точных научных измерений температур (например, реперных точек), а чаще для градуировки образцовых вторичных термометров (ртутных). Ртутные термометры во многом переняли шкалообразующие свойства водородного термометра, хотя их точность не превышает 0,1 градуса, а у водородных термометров она намного выше.